# Zapora Banqiao
Zapora Banqiao (chiń. 板桥水库大坝; pinyin Bǎnqiáo Shuǐkù Dàbà, oraz zapora Shimantan (chiń. 石漫滩水库大坝; pinyin Shímàntān Shuǐkù Dàbà), to dwie spośród 62 zapór w prefekturze Zhumadian prowincji Henan, w Chinach, które zostały zniszczone w 1975 roku podczas tajfunu Nina. Według Departamentu Hydrologii Prowincji Henan około 26 tys. ludzi zginęło podczas powodzi po zerwaniu zapory oraz dodatkowo kolejne 145 tys. zmarło w wyniku epidemii oraz klęski głodu. Ponadto zostało zniszczonych 5,960 mln budynków, a 11 mln mieszkańców zostało dotkniętych skutkami powodzi. W 1993 zaporę odbudowano.